# 尚布拉克
尚布拉克（法語：Chamblac，法語發音：[ʃɑ̃blak]）是法国厄尔省的一个市镇，位于该省西部偏南，属于贝尔奈区。

## 地理
尚布拉克（48°59'18"N, 0°32'40"E）面积20.9 平方千米，位于法国诺曼底大区厄尔省，该省份为法国北部内陆省份，北起滨海塞纳省，西接奧恩省和卡爾瓦多斯省，南至厄尔-卢瓦省，东临瓦兹省、瓦兹河谷省和伊夫林省。
与尚布拉克接壤的市镇（或旧市镇、城区）包括：布罗格利、费里耶尔圣伊莱尔、乌什地区梅尼勒。

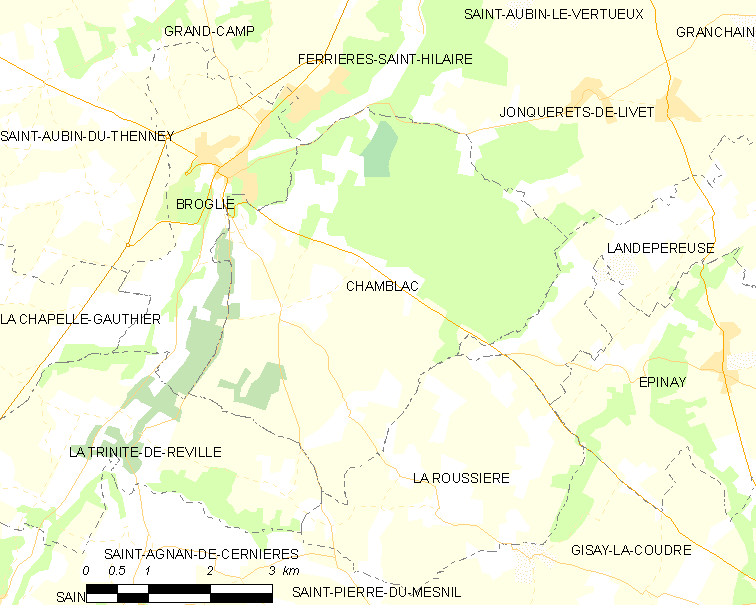
尚布拉克的OSM定位图

尚布拉克的时区为UTC+01:00、UTC+02:00（夏令时）。

## 行政
尚布拉克的邮政编码为27270，INSEE市镇编码为27138。

## 政治
尚布拉克所属的省级选区为布勒特伊县。

## 人口

1962-2008年间尚布拉克人口变化图示

尚布拉克于2022年1月1日时的人口数量为359人。